# 美術全集
「美術全集」は、美術作品に関する全集で、鮮明な大型図版を特徴とする西洋には類を見ない美術図書。一般に文章は付随的である。
近年、「日本美術作品レファレンス事典」、「西洋美術作品レファレンス事典」等が刊行されて図版を探索することができるようになり、活用法が広がった。

## 主な美術全集

### 日本美術
- 浮世絵聚花（小学館）
- 浮世絵大系（集英社）
- 現代日本美術全集（集英社）
- 原色現代日本の美術（小学館）
- 原色日本の美術（小学館）
- 国宝・重要文化財大全（毎日新聞社）
- 日本近代絵画全集（講談社）
- 日本写真全集（小学館）
- 日本陶磁大系（平凡社）
- 日本の水彩画（第一法規出版）
- 日本の陶磁現代編（中央公論社）
- 日本美術絵画全集（集英社、1976-1982）
- 日本屏風絵集成（講談社、1977-1981年）
- 日本美術全集（東都文化出版、昭和29年～30年)
- 日本美術全集（学習研究社、1977-80年）
- 日本美術全集（講談社、1990-1994年）
- 日本美術全集（小学館、2012-2016年）

### 東洋美術
- 世界美術大全集東洋編（小学館）

### 西洋美術
- グランド世界美術（講談社）
- 現代世界美術全集（集英社）
- 現代世界美術全集（講談社）
- 現代の絵画（平凡社）
- 現代の美術（講談社）
- 西洋絵画の巨匠（小学館）
- 世界写真全集（集英社）
- 世界素描大系（講談社）
- 世界の巨匠（美術出版社）
- 世界の名画（中央公論社）
- 世界陶磁全集（小学館）
- 世界の大画家（中央公論社）
- 世界版画大系（筑摩書房）
- 世界美術全集（山田書院 1900)
- 世界美術全集（平凡社 1920-28）
- 世界美術全集（角川書店 1928-)
- 世界美術全集（集英社）
- 世界美術大全集西洋編（小学館、1993-1997年）
- 大系世界の美術（学習研究社）